# Трубкозуб
Трубкозуб (Orycteropus) — рід ссавців родини трубкозубових і ряду трубкозубоподібних. Єдиний живий вид — трубкозуб африканський (Orycteropus afer).

## Види
- Orycteropus afer (Pallas, 1766) — від палеоліту до сучасності Африки
- † Orycteropus abundulafus Lehmann, Vignaud, Likius & Brunet, 2005 — міоцен-пліоцен Чаду
- † Orycteropus crassidens MacInnes, 1955 — плейстоцен Кенії
- † Orycteropus djourabensis Lehmann, Vignaud, Mackaye & Brunet, 2004 — від раннього пліоцену до раннього плейстоцену Чаду та Кенії

Інші види, раніше віднесені до Orycteropus, тепер класифікуються в роду Amphiorycteropus.